# Piaractus mesopotamicus
Piaractus mesopotamicus és una espècie de peix de la família dels caràcids i de l'ordre dels caraciformes.

## Morfologia
- Els mascles poden assolir 40,5 cm de llargària total i 20 kg de pes.[3][4]

## Alimentació
Envaeix els boscos inundats per alimentar-se dels fruits i les llavors que cauen dels arbres.

## Hàbitat
Viu en zones de clima subtropical.

## Distribució geogràfica
Es troba a Sud-amèrica: conques dels rius Paraguai i Paranà.